# Геллей, Генри
Генри Хэмптон Геллей (10 апреля 1874 — 23 мая 1965) — проповедник американской Церкви «Ученики Христа» и богослов. Широко известен как автор «Библейского справочника Геллея», впервые опубликованного в 1924 году.
Генри Геллей родился в Кентукки в 1874 году, окончил Университет Трансильвании и Библейский колледж в 1895 году. Его проповедническое служение началось в 1899 году. Он женился на Маргарет «Мэдж» Альберте Джилли, и у них родилось четверо детей.
Геллей опубликовал первое издание своего «Библейского справочника» в 1924 году. Тогда это была всего лишь 16-страничная брошюра под названием «Рекомендации по изучению Библии». Раздав 10 тысяч бесплатных экземпляров, Геллей опубликовал второе издание, в котором было уже 32 страницы. С каждым новым переизданием объем справочника увеличивался. Книга оставалось бесплатной, пока не увеличилось до 100 страниц.
До 1941 года справочник издавался за счет пожертвований. Во время Второй мировой войны Галлей перестал путешествовать с проповедями и составил справочник: «Сокращенный Библейский комментарий, Удивительные археологические открытия, Как мы получили Библию, Воплощение Церковной истории, Избранные стихи из Библии», опубликованный издательством «Рэнд Макнелли» (Rand McNally). Когда права на публикацию были переданы международному христианскому издательству «Зондерван» (Zondervan) в 1960 году, справочник разошелся тиражом более 5 млн экземпляров.
Генри Геллей известен как человек, знавший Библию наизусть, в течение 10 лет он потратил по меньшей мере 10 тысяч часов на заучивание Священного Писания.
Геллей был удостоен премии Гутенберга Чикагского библейского общества в 1961 году.
После смерти Генри Геллея «Библейский справочник» по-прежнему регулярно переиздаётся, каждый раз пополняясь новой информацией. Переизданием занималась сначала его дочь Джулия Берри, затем правнучка Патриция Уикер, новую информацию добавляет коллектив богословов.